# The Merv Griffin Show
The Merv Griffin Show was een langlopend praatprogramma op de Amerikaanse televisie, waarvan Merv Griffin de gastheer was. De serie was van 1962 tot 1963, van 1965 tot 1969 en van 1972 tot 1986 te zien op de NBC. Tussen 1969 en 1972 werd de show doordeweeks om 23:30 uur uitgezonden op de CBS. De afleveringen tussen 1972 en 1986 werden ook naar andere televisiestations gestuurd.
Merv begon elke aflevering altijd met een korte introductie, waarbij hij soms een lied zong. Verscheidene beroemdheden verschenen in de show voor een gesprek met Merv. Over het algemeen werd het programma vanuit Los Angeles uitgezonden, maar het programma werd vaak in Las Vegas opgenomen. Van 1969 tot 1970 kwam het programma vanuit de Cort Theatre in New York. The Supremes, de eerste meidengroep van platenmaatschappij Motown, waren geregeld in het programma te zien. In 1971, 1975 en 1976 traden ze, steeds in een andere samenstelling, in de show op.
In 1997 maakte Seinfeld een parodie op het programma. In aflevering 6 van het negende seizoen speelde Cosmo Kramer dat hij de gastheer was in zijn eigen praatprogramma, daarbij gebruikmakend van de oude set van de Merv Griffin Show.
Andy Kaufmans opwachting in The Merv Griffin Show werd ook in de film Man on the Moon uit 1999 gemonteerd. De film vertelt het korte levensverhaal van Andy (hij stierf in 1984 op 35-jarige leeftijd aan longkanker) en waarin Mike Villani de rol van Merv Griffin vertolkt. De filmmakers beweren dat iedere gast in de show een foto van Merv Griffin kreeg voorzien van zijn handtekening. Ook kregen ze tegoedbonnen en Schildpaddenvet.